# کوبارال
کوبارال (انگلیسی: Cubarral) یک منطقه مسکونی در کلمبیا است.